# Ardieos

Ubicación de los ardieos en el noroeste del mapa.

Los ardieos fueron un pueblo ilirio que residía en el territorio de las actuales Albania, Kosovo, Montenegro, y Bosnia y Herzegovina,entre la costa adriática al sur, Konjic al norte, a lo largo del río Neretva y su orilla derecha al oeste, extendiéndose hasta el lago Shkodër al sureste. Desde el siglo III a. C. hasta el 168 a. C. las ciudades capitales del Estado ardieo eran Rizón y Shkodër.
El reino ardieo se transformó en un poder formidable, tanto por tierra como por mar, bajo el liderazgo de Agrón. Durante este tiempo, Agrón invadió parte de Epiro, Córcira, Epidamnos y Faros en sucesión, estableciendo en ellos guarniciones. El reino ardieo se convirtió en uno de los principales enemigos de Roma, y la principal amenaza en el mar Adriático. Se libraron una serie de guerras entre la República romana y el reino ilirio (ardieo-labateo) en los siglos III y II a. C. Polibio (203-120 a. C.) escribe que fueron sometidos  por los romanos en los acontecimientos ocurridos en el 229 a. C. La Ab Urbe condita de Tito Livio informa que el cónsul romano Servio Fulvio Flaco sofocó un levantamiento en el 135 a. C. llevado a cabo por ardieos y plereos en la Iliria romana.
En tiempos anteriores los ardieos fueron enemigos de las autariatas (otro pueblo ilirio) por un largo período a causa de unas salinas existentes en sus territorios limítrofes. Apiano (95-165) escribe que los ardieos fueron destruidos por los autariatas y que en contraste con los autariatas tenían poder marítimo.

## Etimología
Los ardiaeos están atestiguados desde el siglo III a. C. Aparecen a menudo en los antiguos relatos que describen las guerras ilíricas y macedonias. Su nombre fue escrito en griego antiguo como Ἀρδιαῖοι, Ardiaioi, o Οὐαρδαῖοι, Ouardaioi, y en latín como Vardiaei o Vardaei. El nombre de la tribu ardieos puede estar relacionado con el latín ardea que significa «Ardeidae», (garza) un símbolo de totemismo animal.

## Ubicación original

Los relatos de fuentes antiguas crean mucha confusión sobre la ubicación de la patria original de los ardieos. Se ubicaron en la zona del sur de Iliria, en algún lugar de la actual Montenegro, muy probablemente alrededor del golfo de Rizón, aunque Estrabón los sitúa en la margen derecha del Neretva. Su residencia inicial en el interior se encontraba a lo largo del río Naro hasta la región de Konjic, en la actual Bosnia y Herzegovina.
El nombre de la ciudad Čapljina es otra característica que sugiere que la patria original de los ardieos podría haber sido en realidad la región del valle de Neretva. Específicamente, hay un pueblo en Bosnia y Herzegovina situado en la región más amplia del valle de Neretva (la patria original del antiguo pueblo iliro de los ardiaeos), llamado Čapljina, y su nombre deriva de čaplja, que en idioma bosnio moderno significa «garza». La palabra latina para garza es ardea, una palabra que tiene una asombrosa similitud con el nombre de ardieos, y no debe ser excluida del todo como su posible cognado. 
Esta hipótesis abre muchas posibilidades para la interpretación de la patria original de los ardieos y la etimología de su nombre. Por ejemplo, la garza podría haber tenido valor totémico entre los ilirios que habitan esa región, debido a su presencia en esta zona, y no es inverosímil concluir que uno de esos pueblos ilirios se nombró a sí mismo en honor a una garza, la ardiaei. La palabra latina ardea podría ser una traducción latina de alguna palabra original iliria para «garza» que los romanos encontraron cuando se asentaron en esta zona, o la propia «ardea» podría ser una palabra iliria tomada por los romanos, que podrían haberla alterado ligeramente e integrado en su lengua, el latín. De hecho, la palabra Ardiaei se encuentra en antiguas fuentes griegas anteriores a la llegada de los romanos y su idioma a las tierras ilirias. También es posible que los antiguos ilirios o romanos denominaran a este lugar el lugar de la(s) garza(s), y los colonos eslavos, que se establecieron en las antiguas tierras ilirias alrededor del siglo VI d. C. tradujeron el nombre de este lugar a su(s) idioma(s), lo que a su vez dio a Čapljina, «el lugar de la(s) garza(s)».

## Historia

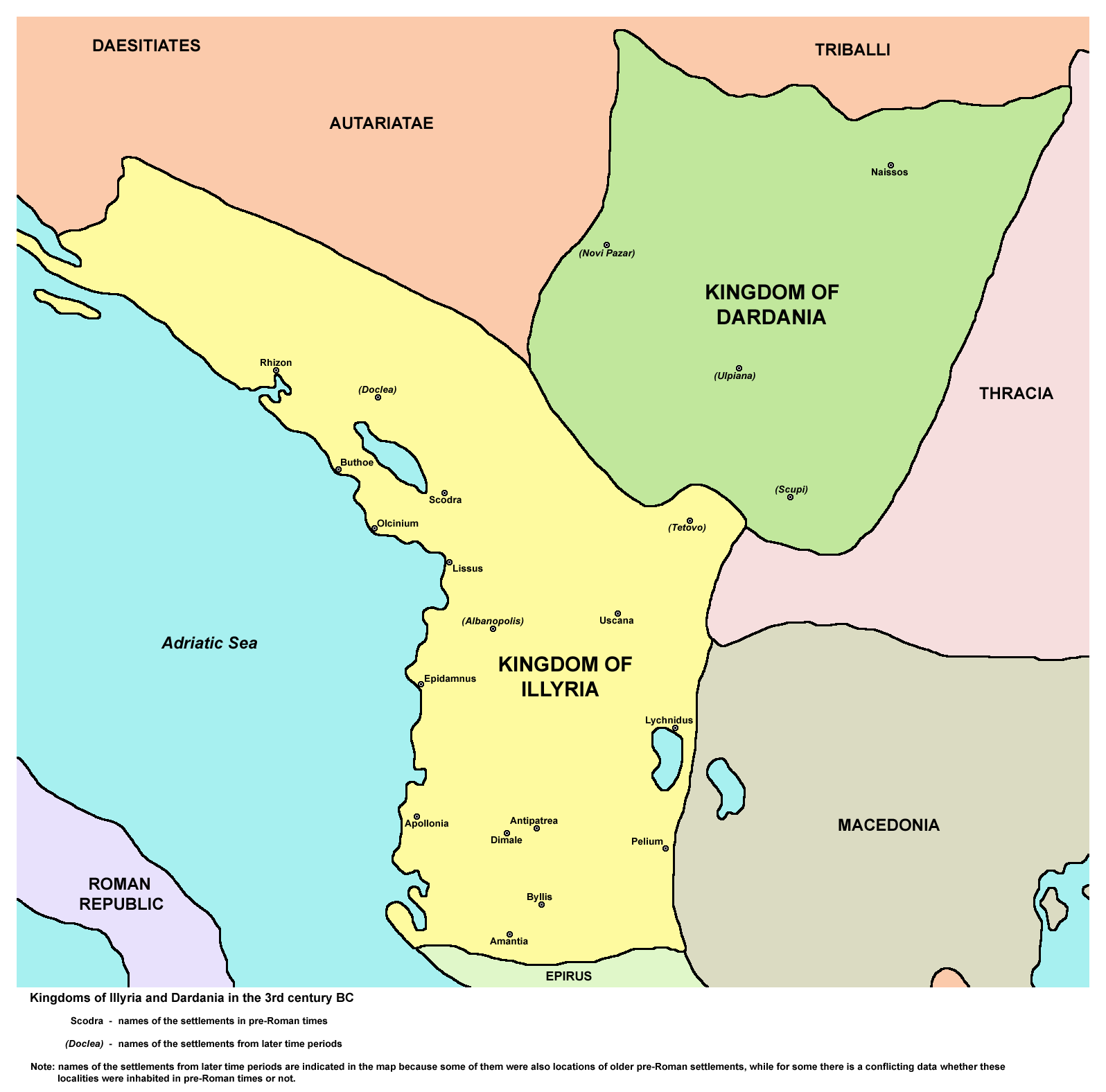
Extensión aproximada del reino de Iliria (Ardia) bajo el gobierno de Agrón de Iliria en el siglo III a. C.

Debido a la piratería generalizada perpetrada en el Adriático por los ardieos y otras tribus ilirias, los romanos hicieron campaña contra ellos durante las guerras ilíricas. Fueron vistos como bebedores empedernidos en comparación, por los griegos.
Los ardieos habían alcanzado brevemente el poderío militar, durante el año 230 a. C. bajo el reinado del rey Agrón (un ardieo de origen tribal). Su viuda, la reina Teuta, intentó afianzarse en el Adriático, pero fracasó debido a la intervención romana. Los relatos históricos sostienen que el rey Agrón fue contratado  por el rey Demetrio de Macedonia para repeler la invasión de Macedonia por los etolios invasores. Los ardieos tuvieron 20 decurias.
El antiguo geógrafo, Estrabón, enumera a los ardieos como uno de los tres pueblos ilirios más fuertes, los otros dos son los autariatas y los dárdanos.
El rey Agrón, hijo de Pleurato, que pertenecía a la casa reinante de los ardieos, dispuso de la fuerza más poderosa, tanto por tierra como por mar, de cualquiera de los reyes que habían reinado en Iliria antes que él.

## Dinastía ardiea
La siguiente es una reconstrucción de la dinastía ardiea por N. G. L. Hammond (1966):
- Pleurato I (fl. c. 340 a. C.), luchó contra Filipo II probablemente en 344/343 a. C.
- Pleurato II (fl. c. 280 a. C.)
- Agrón (fl. c. 250 a. C., muerto c. 230 a. C.), esposo de Teuta.
- Pinnes (fl. c. 220 a. C.)
- Escerdílidas (fl. c. 250 a. C.)
- Pleurato III (fl. c. 220 a. C.)
- Gencio (fl. c. 190 a. C., capturado en 168 a. C.)
- Pleurato IV (fl. c. 160 a. C.)
- Plator (fl. c. 160 a. C.)

La rama de Escerdílidas es generalmente considerada como una dinastía labeata, que surgió después de la caída de Agrón y Teuta. La siguiente lista reporta los miembros de la dinastía ardiea documentados como tales en fuentes antiguas:
- Agrón (- 231 a. C.), esposo de Teuta
- Teuta, regente de Pinnes (231 - 228 a. C.)
- Demetrio de Faros, regente de Pinnes (228 - 220 a. C.)
- Pinnes (220 - después de 217 a. C.)